# Au-dessus de l'eau sombre
Pour plus de détails, voir Fiche technique et Distribution.
Au-dessus de l'eau sombre (Над тёмной водой) est un film russe réalisé par Dmitri Meskhiev, sorti en 1992,.

## Fiche technique
- Titre français : Au-dessus de l'eau sombre[3]
- Titre original : Над тёмной водой, Nad tiomnoï vodoï
- Photographie : Pavel Lebechev
- Musique : Sergeï Kurekhin
- Décors : Natalia Kotchergina, Natalia Zamakhina
- Montage : Tamara Lipartia